# Tomasz Karolak
Tomasz Karolak (ur. 21 czerwca 1971 w Radomiu) – polski aktor teatralny, telewizyjny i filmowy, muzyk, lektor, reżyser teatralny, stand uper, przedsiębiorca, satyryk i piosenkarz. Wokalista zespołu Pączki w Tłuszczu, który współtworzy z Bartoszem Miecznikowskim. Założyciel i dyrektor artystyczny Teatru IMKA.

## Rodzina i edukacja
Urodził się w Radomiu, gdzie jego rodzice – Hanna i Andrzej Karolakowie – w okresie PRL byli oficerami Ludowego Wojska Polskiego (służyli w Pułku Lotniczym i Dywizjonie Rakietowym). Mieszkał m.in. w Ustroniu Morskim, Warszawie i Mińsku Mazowieckim, gdzie zaangażował się w pracę kółka teatralnego. Po niezdanym egzaminie do szkoły teatralnej w Warszawie rozpoczął studia na kierunku resocjalizacji na Uniwersytecie Warszawskim. Za czwartym podejściem dostał się do Państwowej Wyższej Szkoły Teatralnej w Krakowie, którą ukończył w 1997. Pracę magisterską obronił w 2016 w związku z kandydowaniem na stanowisko dyrektora Teatru Ateneum w Warszawie.

## Kariera
Debiutował w teatrze 16 grudnia 1995 w roli mistrza ceremonii w spektaklu „Biesy albo Mały Plutarch żywotów nieudanych” według powieści „Biesy” Fiodora Dostojewskiego w Starym Teatrze im. Heleny Modrzejewskiej w Krakowie. Występował w teatrach krakowskich: im. Juliusza Słowackiego (1997–1999), Sceny STU (1997–1999), Nowym w Łodzi (1999–2003, 2005) oraz teatrach warszawskich: Montownia (2002), Narodowym (2003–2004), Rozmaitości (2005) i Centrum Artystycznym M25 [Mińska 25] (2006). W 2003 podczas XXVIII Opolskich Konfrontacjach Teatralnych w Opolu odebrał nagrodę aktorską za rolę Drania w spektaklu „Kurka wodna” Witkacego w Teatrze Nowym w Łodzi.

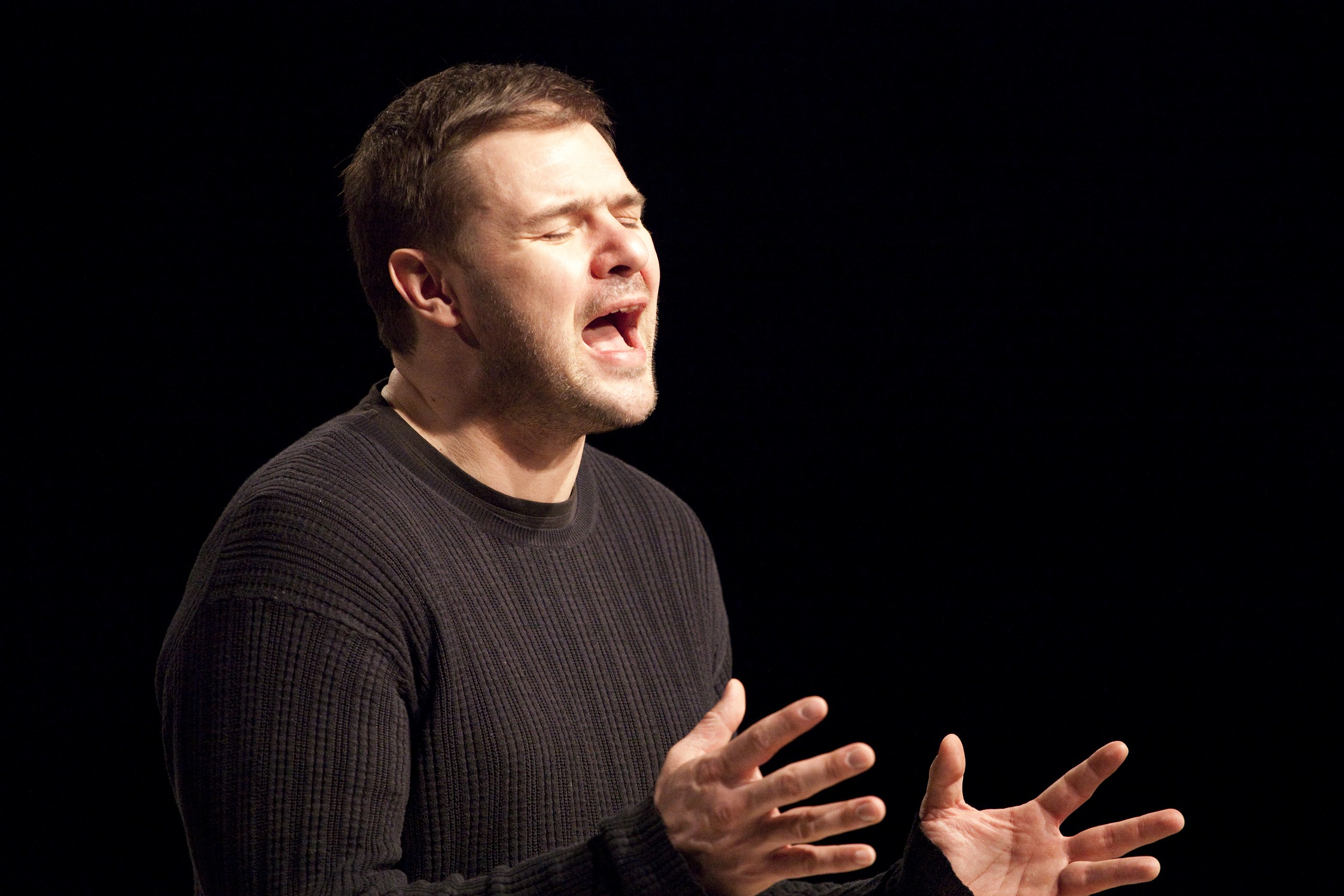
Karolak podczas prób do spektaklu Opis obyczajów III

Na dużym ekranie debiutował rolą posterunkowego w filmie Duże zwierzę (2000). W 2003 zagrał w serialu telewizyjnym "Baobab, czyli zielono mi", wcielając się w rolę Pilaszki. Popularność zdobył rolą starszego aspiranta Szczepana Żałodę w serialu telewizyjnym TVN Kryminalni (2004–2008). Zagrał główną rolę Dariusza Jankowskiego w trzech sezonach serialu 39 i pół oraz Ludwika Boskiego w serialu TVP Rodzinka.pl. W 2020 był nominowany do Telekamery „TeleTygodnia” w kategorii „aktor”.
W marcu 2010 otworzył Teatr Imka. Od tamtej pory występował m.in. w spektaklach: Opis obyczajów III, Dzienniki, Operetka, Kwartet oraz Bielska. Boczarska. Grabowski. Karolak (wszystkie w reżyserii Mikołaja Grabowskiego), Król dramatu (w reż. Łukasza Kosa) oraz Henryk Sienkiewicz. Greatest hits (w reż. Krzysztofa Materny). Jest pomysłodawcą i szefem Festiwalu „Polska w IMCE. Niecodzienny Festiwal Teatralny”. W 2015 wyreżyserował bajkę dla dzieci Momotaro.
W 2014 został odznaczony przez minister kultury i dziedzictwa narodowego prof. Małgorzatę Omilanowską Brązowym Medalem „Zasłużony Kulturze Gloria Artis”.
Wraz z Bartoszem Miecznikowskim został członkiem zespołu muzycznego Pączki w Tłuszczu. 1 lutego 2013 wydali pierwszy singiel, „Tylko bądź”, do którego tekst napisał Paweł Kukiz. Piosenka promowała ich debiutancki album studyjny, została także wykonana w walentynkowym odcinku serialu Rodzinka.pl. Uczestniczył w programie rozrywkowym TVN Ameryka Express (2018). Był jurorem w pierwszej edycji programu rozrywkowego Polsatu Tylko nas dwoje (2010) i gościem w jednym z odcinków programu Big Brother. W 2021 roku został ambasadorem oferty na kartę sieci Plus, w spocie reklamowym wcielił się w trzy różne role.
Jesienią 2025 będzie uczestniczył w 17. edycji programu Dancing with the Stars. Taniec z gwiazdami w Polsacie. Wcześniej kilkakrotnie odrzucił propozycję udziału w show.

## Życie prywatne
Z nieformalnego związku z modelką Violettą Kołakowską ma córkę Lenę (ur. 5 listopada 2007) i syna Leona (ur. 20 lutego 2013).
W 2009 wsparł Rafała Trzaskowskiego w kampanii przed wyborami do Parlamentu Europejskiego. Był członkiem komitetu poparcia Bronisława Komorowskiego przed przyspieszonymi wyborami prezydenckimi w 2010 i przed wyborami prezydenckimi w 2015.
W 2023 ogłosił odejście z Kościoła katolickiego na rzecz wyznania protestanckiego.

## Filmografia

### Filmy kinowe
- 2000: Duże zwierzę jako Posterunkowy II (reż. Jerzy Stuhr)
- 2003: Ciało jako Emil Karpatka „Goldi” (reż. Tomasz Konecki, Andrzej Saramonowicz)
- 2004: Nasza ulica jako oficer niemiecki (reż. Łukasz Palkowski)
- 2006: Pod powierzchnią jako Michał (reż. Marek Gajczak)
- 2006: Tylko mnie kochaj jako Ludwik (reż. Ryszard Zatorski)
- 2007: Kilka prostych słów jako „Rambo” (reż. Anna Kazejak)
- 2007: Lekcje pana Kuki jako Mirek (reż. Dariusz Gajewski)
- 2007: Rezerwat jako Rysiek (reż. Łukasz Palkowski)
- 2007: Testosteron jako Fistach, gitarzysta (reż. Andrzej Saramonowicz, Tomasz Konecki)
- 2008: Drzazgi jako Elvis; (reż. Maciej Pieprzyca)
- 2008: Lejdis jako Wojtek Rawski, ortopeda, sąsiad Łucji (reż. Tomasz Konecki)
- 2008: Nie kłam, kochanie jako Paweł, kolega Marcina (reż. Piotr Wereśniak)
- 2008: Jeszcze raz jako Kelner (reż. Mariusz Malec)
- 2009: Get Low jako Orville (reż. Aaron Schneider)
- 2009: Miłość na wybiegu jako prezes firmy zamawiającej sesję zdjęciową w Turcji (reż. Krzysztof Lang)
- 2009: Idealny facet dla mojej dziewczyny jako Norbert Plesica, były kochanek Luny (reż. Tomasz Konecki)
- 2009: Projekt dziecko, czyli ojciec potrzebny od zaraz jako Robert Skowroński, przyjaciel Nowaków (reż. Adam Dobrzycki)
- 2010: Trzy minuty. 21:37 jako pacjent (reż. Maciej Ślesicki)
- 2010: Śniadanie do łóżka jako Piotr Matysik (reż. Krzysztof Lang)
- 2010: Milion dolarów jako Stasiunek, mąż Bożenki (reż. Janusz Kondratiuk)
- 2010: Ciacho jako Dawid, brat Basi (reż. Patryk Vega)
- 2011: Wyjazd integracyjny jako dziennikarz Gerard Kwaśniewski (reż. Przemysław Angerman)
- 2011: Wojna żeńsko-męska jako Ogr (reż. Łukasz Palkowski)
- 2011: Listy do M. jako Melchior „Mel Gibson” (reż. Mitja Okorn)
- 2011: Pokaż, kotku, co masz w środku jako policjant (reż. Sławomir Kryński)
- 2012: Kac Wawa jako Silvo (reż. Łukasz Karwowski)
- 2013: SkarLans (reż. Paweł Bilski)
- 2015: Klub Włóczykijów jako Doktor Bogumił Kadryll (reż. Tomasz Szafrański)
- 2015: Listy do M. 2 jako Melchior „Mel Gibson” (reż. Maciej Dejczer)
- 2015: Bangistan (reż. Karan Anshuman)
- 2016: Planeta singli jako Bogdan (reż. Mitja Okorn)
- 2017: Listy do M. 3 jako Melchior „Mel Gibson” (reż. Tomasz Konecki)
- 2017: Porady na zdrady  jako Tymek (reż. Ryszard Zatorski)
- 2018: Narzeczony na niby jako Bartek (reż. Bartosz Prokopowicz)
- 2018: Kobieta sukcesu jako prezes Radosław (reż. Robert Wichrowski)
- 2018: 7 uczuć jako uczeń (reż. Marek Koterski)
- 2018: Pech to nie grzech jako Maniek (reż. Ryszard Zatorski)
- 2018: Planeta singli 2 jako Bogdan (reż. Sam Akina)
- 2019: Planeta singli 3 jako Bogdan (reż. Sam Akina)
- 2019: Jestem M. Misfit jako Dyrektor
- 2020: Jak zostać gwiazdą jako Andrzej, producent programu „Music Race” (reż. Anna Wieczur-Bluszcz)
- 2020: Banksterzy jako Adam Gorawski, prezes zarządu „Polskiego Banku” (reż. Marcin Ziębiński)
- 2020: Listy do M. 4 jako Melchior „Mel Gibson” (reż. Patrick Yoka)
- 2021: To musi być miłość (reż. Michał Rogalski)
- 2021: The End (reż. Tomasz Mandes)
- 2022: Listy do M. 5 jako Melchior „Mel Gibson” (reż. Łukasz Jaworski)
- 2024: Listy do M. Pożegnania i powroty jako Melchior „Mel Gibson” (reż. Łukasz Jaworski)

### Seriale
- 2003: Bao-Bab, czyli zielono mi jako Pilaszko
- 2003: Glina jako Jacek Sysiak „Kajtek”
- 2004: Talki z resztą jako masażysta
- 2004: Sublokatorzy jako Staszek
- 2004–2008: Bulionerzy jako portier Wiechu
- 2004–2008: Kryminalni jako starszy aspirant Szczepan Żałoda
- 2005–2006: Okazja jako Staszek
- 2006–2007: Dylematu 5 jako pan Rychu
- 2007: Hela w opałach jako Adam, były mąż Edyty
- 2007: Dwie strony medalu jako Adam Kowalski vel Zalewski
- 2007: Determinator jako „Tomcio”, człowiek Michty
- 2007: Mamuśki jako Rysiek Czajka
- 2008: Apetyt na miłość  jako Przemo, pracownik wypożyczalni
- 2008–2009: 39 i pół jako Darek Jankowski
- 2009: Ojciec Mateusz jako Jerzy Czekański (odc. 30)
- 2009: Rozmowy ojca z synem jako Darek Jankowski – miniserial
- 2010,2013: Hotel 52 jako pilot Andrzej Radecki (odc. 8 i 79)
- 2011–2020 od 2025: Rodzinka.pl jako Ludwik Boski, ojciec
- 2011–2013: Przepis na życie jako kucharz Mateo
- 2012–2014: Piąty Stadion jako Aleks Szmit, barman w pubie
- 2012 Ja to mam szczęście! jako Tadeusz Boniewski, przyjaciel Jerzego
- 2012–2015: Prawo Agaty jako Wojciech Gawron, mąż Doroty
- 2013–2016: Spokojnie, to tylko ekonomia! jako Andrzej Sobczak
- 2013: Boscy w sieci jako Ludwik Boski
- 2014: Baron24 jako Mirek Baron, właściciel stacji benzynowej
- 2015: Świat według Kiepskich jako on sam (odc. 472)
- 2016: Artyści jako Gwiazdor
- 2018: Trzecia połowa jako barman Aleks Szmit
- 2019: 39 i pół tygodnia jako Darek Jankowski
- 2020: Lepsza połowa jako Aleks
- 2021: Kuchnia jako Wiktor

- 2024: Śleboda jako Krzysztof 'Żur' Górzański

### Polski dubbing
- 2007: Ratatuj jako Emile
- 2007: Na fali jako Glen
- 2008: Piorun jako Atylla
- 2008: Mój przyjaciel szczur jako Emile
- 2009: Załoga G jako Hurley
- 2009: Prawdziwa historia Kota w Butach jako Doc Marcel
- 2010: Disco robaczki jako Nerwal
- 2013: Kumba jako Szalony Królik
- 2019: Playmobil: Film jako Del

## Teatr
- Teatr im. Juliusza Słowackiego w Krakowie:
  - Mary Stuart (reż. Waldemar Zawodziński)
  - Obywatel Pekoś (reż. Mikołaj Grabowski)
  - Wielka magia (reż. Bogdan Hussakowski)
  - Rzeźnia Sławomira Mrożka (reż. Remigiusz Brzyk)
- Krakowski PWST:
  - Prorok Ilja (reż. Mikołaj Grabowski)
  - Tak jest, jak się Państwu zdaje (reż. Bogdan Hussakowski)
- Krakowski Teatr Scena STU:
  - Kto się boi Virginii Woolf? (reż. Mikołaj Grabowski)
  - Go-Go, czyli neurotyczna… (reż. Łukasz Kos)
- Teatr Nowy w Łodzi:
  - Prorok Ilja (reż. Mikołaj Grabowski)
  - Król Lear (reż. Mikołaj Grabowski)
  - Królowa i Szekspir (reż. Grażyna Dyląg)
  - Głód (reż. Paweł Miśkiewicz)
  - Robinson Cruzoe (reż. Ondrej Spisak)
  - Sen pluskwy (reż. Kazimierz Dejmek)
  - Kurka Wodna (reż. Łukasz Kos)
- Teatr Narodowy w Warszawie:
  - Merlin. Inna historia (reż. Ondrej Spisak)
- Teatr Rozmaitości w Warszawie
  - 2007: Macbeth
- Centrum Artystycznym M25 [Mińska 25]
- Teatr Nowy
- Teatr Komedia w Warszawie
- Teatr Polonia
- Laboratorium Dramatu
- Teatr Imka:
  - Opis obyczajów III (reż. Mikołaj Grabowski)
  - Dzienniki (reż. Mikołaj Grabowski)
  - Operetka (reż. Mikołaj Grabowski)
  - Kwartet (reż. Mikołaj Grabowski)
  - Bielska. Boczarska. Grabowski. Karolak. (reż. Mikołaj Grabowski)
  - Król dramatu (reż. Łukasz Kos)
  - Henryk Sienkiewicz. Greatest hits (reż. Krzysztof Materna)

## Dyskografia
Single z zespołem Pączki w Tłuszczu
- 2013 – „Tylko bądź”

Występy gościnne
| Utwór                     | Rok  | Album                                            | Źródło |
| ------------------------- | ---- | ------------------------------------------------ | ------ |
| „Dirty Track (Skit)”      | 2009 | Afromental – Playing with Pop                    | [ 24 ] |
| „Jeż”                     | 2013 | Różni wykonawcy – Zwierzaki – Faceci dla dzieci  | [ 25 ] |
| „Przybieżeli do Betlejem” | 2013 | Różni wykonawcy – Dar serca – kolędy z gwiazdami | [ 26 ] |
| „Gdy śliczna Panna”       | 2013 | Różni wykonawcy – Dar serca – kolędy z gwiazdami | [ 26 ] |
| „Co w nas śpi”            | 2015 | Różni wykonawcy – Tatusianki Kołysanki           | [ 27 ] |

## Odznaczenia
- 2014: Brązowy Medal „Zasłużony Kulturze Gloria Artis”[28]

## Nagrody i wyróżnienia
- Nagroda IX Festiwalu Dobrego Humoru w kategorii Gwiazda Uśmiechu
- Nagroda X Festiwalu Dobrego Humoru w kategorii Gwiazda Uśmiechu
- Nagroda Telekamery 2009 w kategorii Aktor[29]
- Nagroda Świry (plebiscyt Górnośląskiej Wyższej Szkoły Handlowej) w kategorii Aktor (2009)
- Zdobycie tytułu Mężczyzna Roku „Glamour” (2009)
- Nagroda Gwiazda „Party” w kategorii Najlepszy Aktor (2009)
- Nagroda „Vivat! NIEnajpiękniejsi” (2010)
- Nagroda aktorska za rolę Drania w spektaklu „Kurka wodna” w Teatrze Nowym w Łodzi na XXVIII Opolskich Konfrontacjach Teatralnych (2003)